# 安东尼斯·萨马拉斯
安东尼斯·萨马拉斯（羅馬化：Antónis Samarás；1951年5月23日—），希腊政治人物，经济学家。新民主党领导人，为该党的第7任领导人，前希臘總理。

## 生平
1951年生于雅典，他父亲Constantine Samaras是心脏内科教授，母亲是Lena。
1974年获得安默斯特學院的经济学学位。1976年获得哈佛大学MBA学位。妻子是Georgia Kretikos，育有一子一女。

## 政治生涯
1977－1996年，以及2007年到现在，他是来自于麥西尼亞州选区的国会议员。1990年－1992年之间担任外交部长，2009年担任文化部长。1992年曾退出新民主党，2004年后復党。2009年担任文化与体育部长。
2009年新民主党敗選后，11月30日当选新民主党领袖。
2012年6月17日，新民主党在同年第二次议会大选中获得议会300席位中的129席，成为议会第一大党，之后新民主党与泛希社运和民主左派党组成联合政府，6月20日他正式就任希腊总理。2013年民主左派党退出联合政府。